# Simon Hoa
Simon Hoa (mort martyr en Annam en 1840) est un saint catholique célébré le 12 décembre.

## Biographie
Médecin vietnamien, père de douze enfants, et chef de village, il fut arrêté pour avoir hébergé un missionnaire, sous le règne de Minh Mang (1820-1841).
Pendant plus de vingt interrogatoires, il résista aux tortures sans apostasier et fit même des observations médicales sur les effets des tenailles froides ou brûlantes.
Finalement, le bourreau lui trancha la tête d'un coup de sabre.

## Canonisation
Simon Hoa fut canonisé en même temps que 116 autres martyrs vietnamiens le 19 juin 1988, par le pape Jean-Paul II.